# Decas
Albums de As I Lay Dying
The Powerless Rise
(2010)
Decas est le titre du cinquième album du groupe de metalcore américain As I Lay Dying et célèbre les dix ans d'existence du groupe. Cet album contient 12 chansons dont 4 remix, 4 reprises, un medley réenregistré d'un de leur premier titre ainsi que trois morceaux inédits.
L'album est sorti le 11 novembre 2011.

## Liste des morceaux
1. Paralyzed
2. From Shapeless to Breakable
3. Moving Forward
4. War Ensemble (Slayer Cover)
5. Hellion (Judas Priest Cover)
6. Electric Eye (Judas Priest Cover)
7. Coffee Mug (Descendents cover)
8. Beneath the Encasing of Ashes (Re-Recorded Medley)
9. The Blinding of False Light (Innerpartysystem Remix)
10. Wrath Upon Ourselves (Benjamin Weinman Remix)
11. Confined (Kelly “Carnage” Cairns Remix)
12. Elegy (Big Chocolate Remix)